# سبیو سوکو
سبیو سوکو (انگلیسی: Cebio Soukou؛ زادهٔ ۲ اکتبر ۱۹۹۲) بازیکن فوتبال اهل آلمان است.
از باشگاه‌هایی که در آن بازی کرده‌است می‌توان به باشگاه فوتبال ارتسگبیرگ آئو، باشگاه فوتبال بوخوم، و باشگاه فوتبال روت‌وایس اسن اشاره کرد.
وی همچنین در تیم ملی فوتبال بنین بازی کرده‌است.